# Artur Göritz
Artur Göritz (* 14. April 1907 in Schneidlingen, Kreis Quedlinburg; † 20. Juni 1938 in Plötzensee, Berlin) war ein deutscher Kommunist und Widerstandskämpfer gegen den Nationalsozialismus sowie ein Opfer der NS-Justiz.

## Leben und Tätigkeit
Nach dem Schulbesuch erlernte Göritz das Schlosserhandwerk. Politisch war er kommunistisch orientiert: Vor 1933 gehörte er dem Arbeiterschwimmverein Stuttgart und der Roten Hilfe an. Göritz war in den 1930er Jahren als Arbeiter bei den Dornier-Werken in Friedrichshafen beschäftigt. Er arbeitete zunächst im Tragflächenbau und dann, ab August 1934, in der Typenabteilung. Im Zuge der Aufrüstung der Wehrmacht wurde zu dieser Zeit im Geheimen in den Dornier-Werken mit der Produktion von Kampfflugzeugen begonnen. 
Göritz, der den Kriegskurs der Nationalsozialisten missbilligte, fand sich daraufhin bereit, die von Stefan Lovasz geleitete Zelle der kommunistischen Untergrundorganisation in Deutschland und speziell den zu Lovaszs Organisation gehörenden militärischen Nachrichtendienst (sogenannter „Antimilitaristischer Apparat“ oder AM-Apparat) mit Unterlagen über die Rüstungsaktivitäten in den Dornier-Werken, die er aus diesen herausschmuggelte, sowie mit Insider-Information hierüber, die ihm im Rahmen seiner Arbeit oder durch Arbeitskollegen zur Kenntnis gelangt waren, zu versorgen. Lovasz und der Leiter seines AM-Apparates, Josef Steidle, gaben die so erlangten Materialien und Informationen auf nachrichtendienstlichem Wege an ausländische Stellen der KPD bzw. der Komintern weiter. Die wichtigsten von Göritz gelieferten Informationen betrafen die Herstellung der Typen Do 17, Do 18 und Do 19 sowie den Umfang der Produktion und die Stimmung in der Belegschaft der Dornier-Werke.
Im Dezember 1935 und Januar 1936 wurde die Organisation von Lovasz und Steidle von der Geheimen Staatspolizei zerschlagen. Lovasz und Steidle wurden in Haft genommen, ebenso die Studentin Liselotte Herrmann und Grötzinger, die an der heimlichen Weiterleitung der von Göritz beschafften Unterlagen und Informationen ins Ausland beteiligt gewesen waren. Nach langwierigen brutalen Vernehmungen der vier durch die Geheimpolizei wurde auch die Rolle von Göritz bekannt, der daraufhin am 2. Juni 1936 ebenfalls verhaftet wurde. Nach einer längeren Untersuchungshaft wurden die fünf vor dem Volksgerichtshof angeklagt, der zur Durchführung des Prozesses seinen 2. Senat nach Stuttgart entsandte. 
Am 12. Juni 1937 wurden alle Angeklagten für schuldig befunden. Das Gericht wertete die Tätigkeit der Angeklagten als Rüstungsspionage zugunsten der Sowjetunion. Göritz wurde, ebenso wie Lovasz, Steidle und Herrmann wegen Landesverrat, begangen in Tateinheit mit Vorbereitung zum Hochverrat unter erschwerenden Umständen (Göritz, Herrmann, Steidle) bzw. Vorbereitung zum Hochverrat (Lovasz) zum Tode verurteilt. Grötzinger erhielt zwölf Jahre Zuchthaus wegen Vorbereitung zum Hochverrat.
Göritz und die anderen drei zum Tode verurteilten wurden am 20. Juni 1938 auf dem Hof der Strafanstalt Plötzensee durch Scharfrichter Friedrich Hehr hingerichtet. Das vollstreckte Urteil sollte abschreckend wirken und andere kommunistische Widerstandskämpfer zur Aufgabe bewegen.

## Ehrungen
In der DDR waren die Polytechnische Oberschule und ein Platz in Trebnitz (Teuchern) nach ihm benannt. Außerdem wurde im Jahr 1960 ein Gedenkstein zur Erinnerung an den Widerstandskämpfer in Trebnitz aufgestellt.
In der dokumentarischen Erzählung Schweigen über Lilo: Die Geschichte der Liselotte Herrmann von Ditte Clemens ist Artur Göritz einer der Hauptcharaktere.